# Городное (Курская область)
Городно́е — деревня в Железногорском районе Курской области России. Административный центр Городновского сельсовета. 

## География
Расположена в 18 км к востоку от Железногорска при впадении ручья Городного в речку Тишимлю. В деревне есть пруд, расположенный на этой реке. Высота над уровнем моря — 239 м. К западу от деревни находится лесное урочище Городище, к северу — Борисов лес и урочище Песочное, к востоку — урочище Ближний Лог.

## Этимология
Деревня получила название от укрепленного селения, городища, которое находилось в 1 км к западу от современного Городного и служило укрытием для местных жителей во время набегов татар. По легенде древнее городище основал атаман Кудеяр. В Смутное время (начало XVII века) оно было разорено и покинуто жителями. На месте старинного укрепления в настоящее время находится лесное урочище Городище, в котором сохранились следы оборонительных рвов и валов.

## История
На протяжении XVIII века деревня входила в состав Речицого стана Кромского уезда. Население Городного было приписано к приходу Троицкого храма соседнего села Большебоброво. В 1802 году деревня вошла в состав Дмитровского уезда Орловской губернии.
В 1866 году в деревне было 32 двора, проживало 266 человек (137 мужского пола и 129 женского), действовала мельница. В те времена Городное входило в состав Большебобровской волости Дмитровского уезда Орловской губернии. 
В ходе Столыпинской аграрной реформы (1906—1911) часть жителей деревни выселилась в посёлок Сафрошинский.
В 1926 году в деревне было 49 дворов, проживало 286 человек (127 мужского пола и 159 женского), действовал красный уголок. В то время Городное входило в состав Городновского сельсовета Волковской волости Дмитровского уезда.
С 1928 года деревня входила в состав Большебобровского сельсовета Михайловского, ныне Железногорского, района Курской области. В 1930 году в Городном был создан колхоз «Доброволец», куда также вошли хозяйства соседней деревни Тишимли. Первым председателем стал Евстафий Стефанович Кузенков, его сменил Сергей Кузьмич Жмарев. В 1937 году в деревне было 40 дворов.
Во время Великой Отечественной войны, с октября 1941 года по февраль 1943 года, находилась в зоне немецко-фашистской оккупации. Во время подготовки к Курской битве военное командование предполагало, что здесь могут произойти столкновения с силами противника, и с мая по август 1943 года население было эвакуировано в село Солдатское Фатежского района, а в домах жителей расположился военный госпиталь. 
После освобождения от фашистов, с 1943 по 1945 год, председателем городновского колхоза «Доброволец» был Захар Павлович Курбатов. После него, в 1945—1950 годах председателями были Кузьма Петрович Кузенков, Антон Павлович Терешин и Никифор Стефанович Язынин. В 1950 году колхозы «Доброволец», имени Ворошилова (д. Коровино) и «Новоандреевский» (п. Новоандреевский) были объединены в один — имени Ленина. Центральная усадьба укрупнённого колхоза расположилась в Городном. Председателями колхоза имени Ленина в 1950—1966 годах были Иван Степанович Кожин, Афанасий Емельянович Махонин, Дмитрий Илларионович Ерохин, Дмитрий Иванович Федичкин, Николай Кириллович Шавырин. В 1963 году колхоз имени Ленина получил новое название — «Заря Мира».
В 1979 году к Городному была присоединена деревня Тишимля. В 1986 году деревня стала административным центром восстановленного Городновского сельсовета.
В настоящее время деревня полностью газифицирована.

## Население
| 1866 | 1926 | 1979 | 2002 | 2010 |
| ---- | ---- | ---- | ---- | ---- |
| 266  | ↗286 | ↘205 | ↗341 | ↘304 |

## Улицы
В Городном 7 улиц:
| - Дружбы - Кати Зуевой - Молодёжная - Садовая | - Тишимля - Тополиная - Центральная |